# Salus Populi Romani

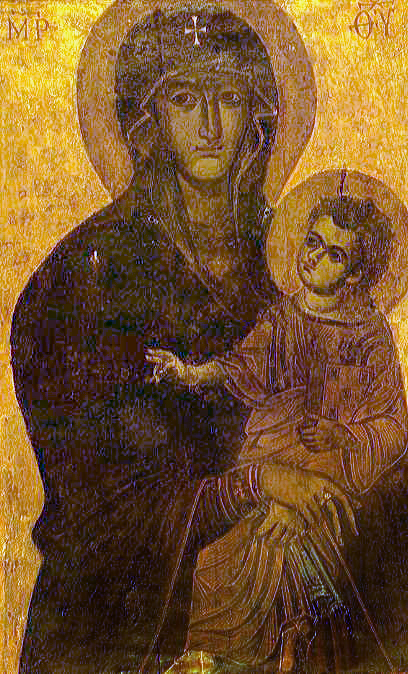
Fotografia de la icona.

Salus Populi Romani (en català: Protectora del poble romà - protectora es tradueix literalment com «salvació» o «salut»), és el nom que se li dona al segle xix a la icona bizantina de la Mare de Déu amb nen, que procedeix dels primers cristians a la Basílica de Santa Maria Major a Roma.
Històricament ha estat la icona més important de Maria a Roma, i encara que la devoció a ella es va reduir lleugerament respecte a altres imatges, com la Mare de Déu del Perpetu Socors, al llarg dels segles, se'n va recuperar una mica de la devoció en ser coronada pel papa Pius XII el 1954. També inclou una recent devoció papal de Benet XVI, que venera la Salus Populi Romani en diferents ocasions, referint-se a Maria, la mare del Fill de Déu, amb aquest títol, quan ell demana «prega per nosaltres».
La frase Salus Populi Romani es remunta a la justícia i rituals pagans de l'antiga República Romana, on Titus Livi ens diu que l'àugur va demanar permís als déus de manera que els pretors oressin pel «benestar del poble romà».